# Cromodinâmica quântica
Na física teórica, cromodinâmica quântica (QCD) é a teoria quântica de campos das interações fortes, uma força fundamental que descreve a interação entre quarks e glúons que, por sua vez, constituem os hádrons como os prótons, nêutrons e píons. QCD é classificada como uma teoria de gauge não-abeliana sendo seu grupo de simetria o SU(3). Na cromodinâmica quântica a quantidade análoga à carga elétrica é uma propriedade denominada cor. Glúons são as partículas portadoras dessa força nessa teoria, assim como é o papel dos fótons serem portadores da força eletromagnética na eletrodinâmica quântica. A QCD é uma parte importante do modelo padrão da física de partículas. Bastante evidência experimental foi produzida ao longo dos anos confirmando predições da QCD.

## Propriedades
A QCD exibe as seguintes propriedades peculiares:
- Confinamento, que significa que a força entre quarks não diminui quando eles são separados. Por conta disso, se dois quarks forem separados um do outro, a energia do campo de glúons que se forma é suficiente para criar outro par quark-antiquark, dessa forma essas partículas estão sempre confinadas no interior de hádrons, como o prótons, o nêutron, o píon ou o káon. Embora esse confinamento não esteja provado analiticamente, é amplamente considerado verdadeiro pois explica a falha constante na procura por quarks livres, e, além disso, é uma propriedade fácil de ser demonstrada em modelos de QCD na rede.
- Liberdade assintótica, que significa que em reações envolvendo energias muito altas, quarks e glúons interagem muito fracamente criando um plasma de quarks e glúons. Essa previsão da QCD foi primeiramente descoberta no começo dos anos 70 por David Politzer, Frank Wilczek e David Gross. Por esse trabalho receberam o prêmio Nobel de Física em 2004.

A temperatura de transição de fase entre as duas propriedades (confinamento e liberdade assintótica) foi medida pelo experimento ALICE como estando bem além dos 160 MeV. Abaixo dessa temperatura o confinamento é dominante, ao passo que acima dela a liberdade assintótica se torna dominante.

## Terminologia
A palavra quark foi criada pelo físico americano Murray Gell-Mann (nasc. 1929) com seu presente significado. Originalmente o termo foi utilizado na frase "Three quarks for Muster Mark" (Três quarks para Muster Mark) do livro Finnegans Wake de James Joyce. No dia 27 de Junho de 1978, Gell-Mann escreveu uma carta endereçada ao editor do Dicionário Oxford da Língua Inglesa, em que relatava que foi influenciado pelas palavras de Joyce: "A alusão a três quarks pareceu perfeita." (Originalmente apenas três quarks tinham sido descobertos). Entretanto Gell-Mann pretendia pronunciar a palavra rimando com "fork" ao invés de "park", como Joyce parecia indicar rimando com as palavras na proximidade como "Mark". Gell-Mann reverteu esse argumento "supondo que um dos ingredientes para a frase 'Three quarks for Muster Mark' na verdade seria um grito de 'Three quarts for Mister ..." ouvido na taverna de H.C. Earwicker", uma sugestão plausível dado o complexo jogo de palavras na novela de Joyce.
Os três tipos de cargas na QCD (em contraposição àquelas da QED) são denominadas carga de cor por uma analogia ligeiramente vaga às três cores percebidas por humanos (vermelho, verde e azul). Porém, além da nomenclatura não existe qualquer relação entre o parâmetro "cor" e o fenômeno familiar da cor que experimentamos no dia-a-dia.
Como a teoria da carga elétrica é chamada "eletrodinâmica", a palavra grega "chroma" Χρώμα (que significa cor) é utilizada na a teoria da carga de cor, "cromodinâmica".

## História
Com a invenção da câmara de bolhas e câmara de faíscas nos anos 1950, a física de partículas experimental descobria um número crescente de partículas chamadas hádrons a todo o tempo. Parecia naquele momento que um número tão grande de partículas não poderiam ser todas fundamentais. Primeiramente as partículas foram classificadas por carga e isospin por Eugene Wigner e Werner Heisenberg; e mais tarde, em 1953, de acordo com a estranheza (em inglês, strangeness) por Murray Gell-Mann e Kazuhiko Nishijima. Para melhor entendimento, os hádrons foram então separados em grupos com propriedades e massas similares utilizando um diagrama que ficou conhecido como Eightfold Way, inventado em 1961 por Gell-Mann e Yuval Ne'eman. Gell-Mann e George Zweig, corrigindo uma abordagem anterior de Shoichi Sakata, propuseram então em 1963 que a estrutura dos grupos de partículas no diagrama poderia ser explicada pela existência de partículas com três variedades (sabores) no interior dos hádrons: os chamados quarks.
Talvez a primeira observação de que os quarks deveriam ter um número quântico adicional foi feita em uma breve nota de rodapé no rascunho de um paper de Boris Struminsky em conexão com o hyperon Ω− composto de três quarks strange com spins paralelos (essa situação era singular por conta dos quarks serem férmions e tal combinação deveria ser proibida para eles pelo princípio de exclusão de Pauli).
Borin Struminsky era um estudante de doutorado de  Nikolay Bogolyubov. O problema considerado em seu rascunho foi sugerido por Bogolyubov, que orientou Struminsky em sua pesquisa. No começo de 1965, Bogolyubov, Struminsky e Albert Tavkhelidze escreveram um preprint com uma discussão mais detalhada sobre grau de liberdade quântico adicional do quark. Esse trabalho foi apresentado por Albert Tavhelidze sem o consentimento dos outros colaboradores em uma conferência em Trieste (Itália), em maio de 1965.
Uma situação misteriosa similar era a do bárion Δ++; no modelo de quark, que era composto por três quarks up com spins paralelos. Em 1965, Moo-Young Han juntamente com  Yoichiro Nambu e Oscar W. Greenberg resolveram o problema independentemente propondo que os quarks possuíssem um grau de liberdade adicional do grupo de gauge SU(3) chamado posteriormente de carga de cor. Han e Nambu notaram que os quarks poderiam interagir através de um octeto de bósons de gauge: os glúons.
Como a busca por quarks livres falhavam repetidamente em demonstrar evidência para novas partículas, e por que naquela época uma partícula era definida como uma partícula que poderia ser separada e isolada, Gell-Mann afirmava frequentemente que os quarks eram apenas constructos matemáticos convenientes, mas não partículas reais.
Richard Feynman argumentou que experimentos de altas energias mostravam que quarks são partículas reais: ele os chamou de pártons (pois eram partes de hádrons).
A diferença entre as abordagens de Feynman e Gell-Mann refletiam uma grande cisão na comunidade de física teórica. Feynman achava que os quarks seguiam uma distribuição de posição e momento, como qualquer outra partícula, e ele acreditava (corretamente) que a difusão de momento dos pártons explicava o espalhamento difrativo. Embora Gell-Mann acreditasse que algumas cargas poderiam ser localizadas, ele estava aberto a possibilidade que os próprios quarks não pudessem ser localizados pois o espaço e o tempo não seriam mais conceitos válidos nesse âmbito. Essa era uma bordagem mais radical à teoria da matriz S de espalhamento.
James Bjorken propôs que pártons pontuais implicariam que certas relações deveriam ser válidas em experimentos de espalhamento inelástico profundo entre elétrons e prótons, relações essas que seriam verificadas  de forma espetacular em experimentos no acelerador SLAC em 1969.
A descoberta da liberdade assintótica por David Gross, David Politzer e Frank Wilczek permitiu aos físicos fazerem previsões dos resultados de muito experimentos de altas energias usando as técnicas de teoria de perturbação da teoria quântica de campos. Evidência dos glúons foi detectada em eventos de três jatos (three-jet events) no acelerador PETRA em 1979. Estes experimentos se tornaram mais e mais precisos, culminando na verificação da QCD perturbativa em um nível de incerteza de apenas alguns porcento no colisor LEP no CERN.
O outro lado da liberdade assintótica é o confinamento. Como as forças entre as cargas de cor não diminuem com a distância, é sabido que quarks e glúons não podem ser nunca liberados do interior dos hádrons. Esse aspecto da teoria é verificado no âmbito dos cálculos da QCD na rede, mas não está matematicamente provado. Um dos problemas do milênio anunciados pelo instituto Clay de matemática pede uma prova desse tipo. Outro aspecto da QCD não-perturbativa são explorações das fases da matéria quarkônica, incluindo o plasma de quarks e glúons.

## Teoria

### Algumas definições
Todos os campos em física de partículas são baseados em certas simetrias da natureza cuja existência é deduzida das observações. Essas podem ser: 
- simetrias locais, que são simetrias que agem independentemente em cada ponto do espaço-tempo. Cada uma dessas simetrias é a base para uma teoria de calibre, ou teoria de gauge, e requer a introdução de seu próprio bóson de gauge.
- simetrias globais, que são simetrias cujas operações devem ser aplicadas simultaneamente a todos os pontos do espaço tempo.

QCD é uma teoria de gauge do grupo de gauge SU(3) obtida tomando a carga de cor para definir uma simetria local. 
Como as interações fortes não discriminam entre os diferentes sabores de quark, a QCD contem também uma simetria aproximada entre os sabores, que é quebrada por conta das massas diferentes dos quarks.
Há também simetrias adicionais cujas definições requerem o uso da noção de quiralidade, discriminação entre partículas de mão direita e mão esquerda. Se o spin da partícula tem uma projeção positiva no eixo da direção de seu movimento então a partícula é chama de "partícula de mão esquerda"; de outra forma se trata de uma "partícula de mão direita". 
- Simetrias quirais envolvem transformações independentes para esses dois tipos de partículas.
- Simetrias vetoriais (também chamadas de simetrias diagonais) significam que a mesma transformação é aplicada à partículas com os dois tipos de quiralidade.
- Simetrias axiais são simetrias em que uma transformação é aplicada à partículas de mão-esquerda e a transformação inversa é aplicada à partículas de mão-direita.

### Observações adicionais: dualidade
Como mencionado, liberdade assintótica, significa que para altas energias - o que corresponde a distâncias curtas -  não há praticamente interação entre as partículas. Isso está em contraste - mais precisamente pode-se dizer que tal comportamento é dual - ao que se está acostumado, uma vez que se associa a fraqueza da interação a distâncias longas. Porém, como mencionado no artigo original de Franz Wegner, um físico teórico de estado sólido que introduziu em 1971 modelos simples de retículos invariantes de gauge, o comportamento a altas temperaturas do modelo original, isso é, o forte decaimento de correlações a longas distâncias, correspondem ao comportamento de baixas temperaturas do (normalmente ordenado) modelo dual, a saber, o decaimento assintótico de correlações não-triviais, isto é desvios de curto alcance dos arranjos quase que perfeitamente ordenados, a distâncias curtas. Aqui, em contraste com Wegner, temos o modelo dual, que é o que está descrito nesse artigo.

### Grupos de simetria
O grupo de cor SU (3) corresponde a uma simetria local cujo processo de transformação em uma teoria de gauge dá origem à QCD. A carga elétrica é um parâmetro do grupo de simetria local U(1) que é transformada em um parâmetro de gauge e dá origem à QED: nesse caso se trata porém de um grupo abeliano, diferentemente do que ocorre na QCD. 
Há então dois tipos diferentes de simetrias SU(3): a que age em diferentes cores de quarks, que é uma simetria de gauge exata mediada por glúons, e há também a simetria entre diferentes sabores de quarks, que transforma sabores de quarks uns nos outros, ou simetria SU(3) flavour. A simetria SU(3) de sabores é uma simetria aproximada do vácuo da QCD, e não é uma simetria fundamental. É uma consequência acidental da pequena massa dos três quarks mais leves (up, down e strange).
No vácuo da QCD há condensados de todos os quarks cujas massas são menores que a escala da QCD. Isso inclui os quarks up e down, e em uma medida menor o quark strange, porém nenhum dos outros mais pesados. O vácuo é simétrico sobre uma transformação SU(2) de isospin entre os quarks up e down, em grau menor também entre rotações entre os sabores up, down e strange, ou grupo completo SU(3) flavour, e as partículas observadas compõe multípletos SU(3).
A simetria de sabor aproximada tem também bósons de gauge associados, partículas observadas como o rho e o o omega, mas essas partículas não são como os glúons pois são massivas.

### Lagrangiana
A dinâmica dos quarks e glúons é controlada pela lagrangiana da cromodinâmica quântica. A lagrangiana invariante de gauge da QCD é 
{\displaystyle {\mathcal {L}}_{\mathrm {QCD} }={\bar {\psi }}_{i}\left(i(\gamma ^{\mu }D_{\mu })_{ij}-m\,\delta _{ij}\right)\psi _{j}-{\frac {1}{4}}G_{\mu \nu }^{a}G_{a}^{\mu \nu }}
onde {\displaystyle \psi _{i}(x)\,} são os campos dos quarkos, uma função dinâmica do espaço tempo, na representação fundamental dogrupo de gauge SU(3), indexada por {\displaystyle i,\,j,\,\ldots }; {\displaystyle {\mathcal {A}}_{\mu }^{a}(x)\,} são os campos de glúons, também funções dinâmicas do espaço-tempo, na representação adjunta do grupo de gauge SU(3), indexado por a, b,... ; γμ são as matrizes de Dirac conectando a representação spinorial a representação vetorial do grupo de Lorentz. 
O símbolo {\displaystyle G_{\mu \nu }^{a}\,} representa o tensor de força do campo de glúon invariante de gauge, análogo ao tensor de força do campo eletromagnético, F^{\mu \nu} \,, em eletrodinâmica quântica. É dado por:
onde fabc são as constantes de estrutura de SU(3). Note que as regras para mover os índices a, b, or c de cima para baixo são triviais (assinatura (+, ..., +)) de forma que fabc = fabc = fabc ao passo que para os índices μ or ν devem ser seguidas as regras não triviais, correspondendo a assinatura métrica (+ − − −), por exemplo.
As constantes m e g controlam a massa dos quarks e as constantes de acoplamento da teoria, sujeitas a renormalização da teoria quântica completa.
Uma noção teórica importante envolvendo o termo final da lagrangiana acima é a variável do loop de Wilson. Esse loop tem papel importante nas formas discretizadas da QCD (veja QCD na rede), e de forma mais geral, distingue entre estados confinados e livres da teoria de gauge. Foi introduzido pelo físico laureado com Nobel Kenneth G. Wilson.

### Campos

O padrão de cargas da força forte das três cores de quark, três antiquarks e oito glúons (com dois de carga zero se sobrepondo).

Quarks são férmions massivos de spin 1/2 que carregam uma carga de cor, que são os parâmetros de gauge da QCD. Quarks são representados por campos de Dirac na representação fundamental 3 do grupo de gauge SU(3). Eles também carregam carga elétrica (-1/3, 1/3, -2/3 ou 2/3, dependendo do sabor e do fato de ser quark ou antiquark) e também participam das interações fracas na forma de dubletos de isospin. Eles carregam números quânticos globais, incluindo o número bariônico, que é 1/3 para cada quark (-1/3 para os antiquarks), hipercarga e um número quântico associado ao sabor (upness, downness, strangeness, etc.). 
Glúons são bósons de spin 1 que também carregam carga de cor, uma vez que eles estão na representação adjunta 8 de SU(3). Eles não tem carga elétrica, não sofrem a interação fraca e não tem sabor, tendo portando uma representação de singleto 1 em todos esses grupos de simetria.
Todo quark tem um antiquark correspondente, sendo todas as cargas do antiquark as opostas dos quarks correspondentes.

### Dinâmica
De acordo com as regras da teoria quântica de campos, e os diagramas de Feynman associados, a teoria acima reproduz três tipos básicos de interação: um quark pode emitir (ou absorver) um glúon, e dois glúons podem interagir diretamente de duas formas diferente (vértice de três ou quatro glúons). Isso contrasta com a QED, onde apenas o primeiro tipo de interação ocorre, uma vez que os fótons não tem estrutura de carga. Diagramas envolvendo  fantasmas de Faddeev–Popov devem também ser considerados (exceto quando se utiliza o gauge unitário).

### Confinamento e lei de áreas
Computações detalhadas com a lagrangiana acima mencionada mostram que o potencial efetivo entre um quark e o seu antiquark em um méson contem um termo {\displaystyle \propto r}, que representa uma certa "inflexibilidade" da interação entre a partícula e sua antipartícula a distâncias grandes, similar a elasticidade entrópica de uma fita de borracha. Isso resulta no confinamento dos quarks ao interior dos hádrons, mésons e nucleons com raios típicos Rc, que correspondem aos modelos de sacola (bag models) de hádrons. A ordem de magnitude do "raio da sacola" é 1fm (= 10−15 m). Além disso, essa inflexibilidade acima mencionada é quantitativamente relacionado ao comportamento da chamada "lei de áreas" do valor esperado do produto do loop de Wilson PW, das constantes de acoplamento ordenadas ao redor de um loop fechado W; ou seja {\displaystyle \,\langle P_{W}\rangle } é proporcional a área delimitada pelo loop. O fato de grupo de gauge ser não-abeliano é fundamental para esse comportamento.

## Métodos
Análises adicionais do conteúdo da teoria são complicadas. Várias técnicas foram desenvolvidas para lidar com a QCD. Algumas delas são discutidas brevemente abaixo.

### QCD perturbativa
Essa abordagem é baseada na liberdade assintótica, que permite que a teoria de perturbação seja utilizada com precisão em experimentos a altas energias. Apesar da limitação no seu alcance, essa abordagem fornece os testes mais precisos da QCD até os dias de hoje.

### QCD na rede

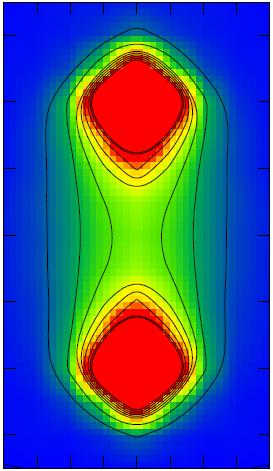
Um quark e um antiquark (em vermelho) são mantidos grudados (em verde) formando um méson (resultado de simulação da QCD na rede por by M. Cardoso et al.)

Entre as abordagens não-perturbativas da QCD, a mais bem estabelecida é a QCD na rede. Nessa abordagem são utilizados um conjunto discretos de pontos do espaço-tempo (denominados rede) para reduzir os cálculos analiticamente complexos das integrais de trajetória da teoria contínua a computações numéricas complicadas, que são então calculadas em supercomputadores como o QCDOC que foi construído especificamente com esse objetivo. Apesar de ser um método lento e que requer enormes recursos computacionais, tem grande aplicabilidade, fornecendo insights a partes da teoria inacessíveis por outros meios, em particular às forças explícitas que agem entre quarks e antiquarks no interior de um méson. Entretanto, o problema do sinal numérico (numerical sign problem) traz dificuldades quando se tenta utilizar os métodos de rede para estudo de QCD a alta densidade e baixas temperaturas (por exemplo, matéria nuclear no interior de estrelas de nêutrons).

### Expansão 1/N
Um esquema de aproximação bem conhecido é a expansão 1/N, que começa com a premissa que o número de cores é infinito e faz então uma série de correções para dar conta do fato que o número é finito. Até agora essa expansão tem sido mais fonte de insight qualitativo do que um método para previsões quantitativas. Variantes modernas incluem a abordagem da correspondência AdS/CFT.

### Teorias efetivas
Para problemas específicos podem ser escritas teorias efetivas que produzem resultados qualitativamente corretos em certos limites. No melhor dos casos, esses resultados podem ser obtidos como expansões sistemáticas em algum parâmetro da lagrangiana da QCD. Uma teoria desse tipo é a teoria de perturbação quiral, também conhecida como ChiPT (do inglês, Chiral Perturbation Theory), que é a teoria efetiva da QCD no limite de baixas energias. Mais precisamente, é uma expansão para baixas energias baseada na quebra espontânea de simetria quiral da QCD, que é uma simetria exata quando as massas são iguais a zero, mas para os quarks u, d e s, que tem massas pequenas, ainda é uma boa simetria aproximada. Dependendo do número de quarks que são tratados como leves, utiliza-se a simetria em seu formato SU(2) ChiPT ou SU(3) ChiPT. Outras teorias efetivas são a teoria efetiva de quarks pesados (que utiliza como ponto de expansão a massa dos quarks pesados próxima a infinito), teoria efeitva colinear-soft (que se expande ao longo de várias escalas de energia). Em adição às teorias efetivas, modelos como o Nambu-Jona-Lasinio e o modelo quiral são frequentemente utilizados na discussão de características gerais da teoria.

### Regras de soma em QCD
Baseado na expansão em produto de operadores (OPE), pode-se derivar um conjunto de relações que conectam diferentes observáveis uns com os outros.

### Modelo de Nambu-Jona-Lasinio
Em um de seus trabalhos recentes Kei-Ichi Kondo derivou como um limite de baixas energias da QCD, uma teoria ligada ao modelo de Nambu-Jona-Lasinio que é basicamente uma versão particular não-local do modelo Polyakov-Nambu-Jona-Lasinio, sendo esse em sua versão local nada além do modelo de Nambu-Jona-Lasinio sobre o qual foi incluído o efeito do loop de Polyakov, de forma a descrever um "certo confinamento".
O modelo de Nambu-Jona-Lasinio em si, é, entre outras razões, utilizado por que é um modelo relativamente simples de quebra de simetria quiral, fenômeno esse presente até certas condições (limite quiral, ou seja, férmions sem massa) na própria QCD. Nesse modelo, entretanto, não há confinamento. Em particular, a energia de um quark isolado no vácuo físico que resulta é definida e finita.

## Testes experimentais
A noção de sabor dos quarks foi motivada pela necessidade de explicar as propriedades dos hádrons durante os desenvolvimentos do modelo de quarks. A noção de cor era necessária para resolver a questão do bárion Δ++, como tratado na seção história da QCD.
A primeira evidência dos quarks como reais constituintes dos hádrons foi obtida em experimentos de espalhamento inelástico profundo no acelerador SLAC. A primeira evidência para a existência de glúons veio de eventos de três jatos no acelerador PETRA.
Há vários bons resultados quantitativos para a QCD:
- A constante de acoplamento running, isso é, dependente da escala de energia, foi deduzida de várias observações;
- Violação de escala em espalhamentos polarizados e não-polarizados;
- Produção de bósons vetoriais em colisões (incluindo processo Drell-Yan);
- seção de choque de jatos em colisões nos aceleradores;
- Observáveis em forma de eventos (Event Shape Observables) no LEP;
- Produção de quarks pesados em colisões.

Existem menos testes quantitativos de QCD não-perturbativa, uma vez que as previsões são mais difíceis de serem feitas. O melhor é provavelmente é a variação da constante de acoplamento através de escalas de energia verificada por cálculos em QCD na rede dos espectros de quarkonium pesados. Além disso foram feitas recentemente previsões sobre a massa do méson pesado Bc. Outros cálculos não-perturbativos estão presentemente em um nível de incerteza de 5% no melhor dos casos. Há trabalhos em avanço sobre massas e fatores de forma de hádrons e seus elementos na matrix fraca, e seus resultados são promissores como futuros candidatos a testes quantitativos. Todo tema envolvendo matéria quarkônica e plasma de quarks e glúons é um teste não-perturbativo para a QCD que ainda aguarda investigação mais aprofundada.
Uma previsão qualitativa da QCD é que deve haver partículas compostas feitas somente de glúons, as chamadas,glueballs, que ainda não foram observadas em experimentos de forma definitiva.Uma observação de glueballs com as propriedades preditas pela QCD seria uma forte confirmação da teoria. Em princípio, se as glueballs puderem ser experimentalmente definitivamente descartadas, isso seria um grande problema para a teoria. Por hora, os cientistas não tem porém a capacidade de confirmar ou descartar a existência dessas partículas, apesar de os aceleradores terem energias suficientes para gerá-las.

## Relação com física do estado sólido
Há relações inesperadas com a física do estado sólido. Por exemplo, a noção de invariaância de gauge forma a base para os vidros de Spin de Mattis, que são sistemas cujos graus de liberdade usuais {\displaystyle s_{i}=\pm 1\,} com i =1,...,N, com os acoplamentos "aleatórios" especialmente adotados {\displaystyle J_{i,k}=\epsilon _{i}\,J_{0}\,\epsilon _{k}\,.} Aqui εi e εk são quantidades independentes e que adotam aleatoriamente os valores ±1, o que corresponde a transformação de gauge mais simples{\displaystyle (\,s_{i}\to s_{i}\cdot \epsilon _{i}\quad \,J_{i,k}\to \epsilon _{i}J_{i,k}\epsilon _{k}\,\quad s_{k}\to s_{k}\cdot \epsilon _{k}\,)\,.} Isso significa que o valor termodinâmico esperado das quantidades mensuráveis, por exemplo a energia{\displaystyle {\mathcal {H}}:=-\sum s_{i}\,J_{i,k}\,s_{k}\,,} são invariantes.
Entretanto, aqui os graus de liberdade de acoplamento  {\displaystyle J_{i,k}}, que no caso da QCD correspondem aos glúons, estão "congelados" em valores fixos (quenching).Em contraste, na QCD eles "flutuam" (annealing), e através de um grande número de graus de liberdade a entropia tem papel importante.